# Keith Hanvey
Keith Hanvey (sinh ngày 18 tháng 1 năm 1952) là một cầu thủ bóng đá người Anh đã giải nghệ thi đấu cho Manchester City, Swansea City, Rochdale, Grimsby Town và Huddersfield Town. Ông có màn ra mắt cho Manchester City, trong trận đấu ở Texaco Cup trước Airdrie ngày 27 tháng 9 năm 1971.